# 尖齿紫晶报春
尖齿紫晶报春（学名：Primula amethystina sp. argutidens）为报春花科报春花属下的一个亚种。

## 扩展阅读
- 維基物種上的相關：尖齿紫晶报春